# Полярні тільця

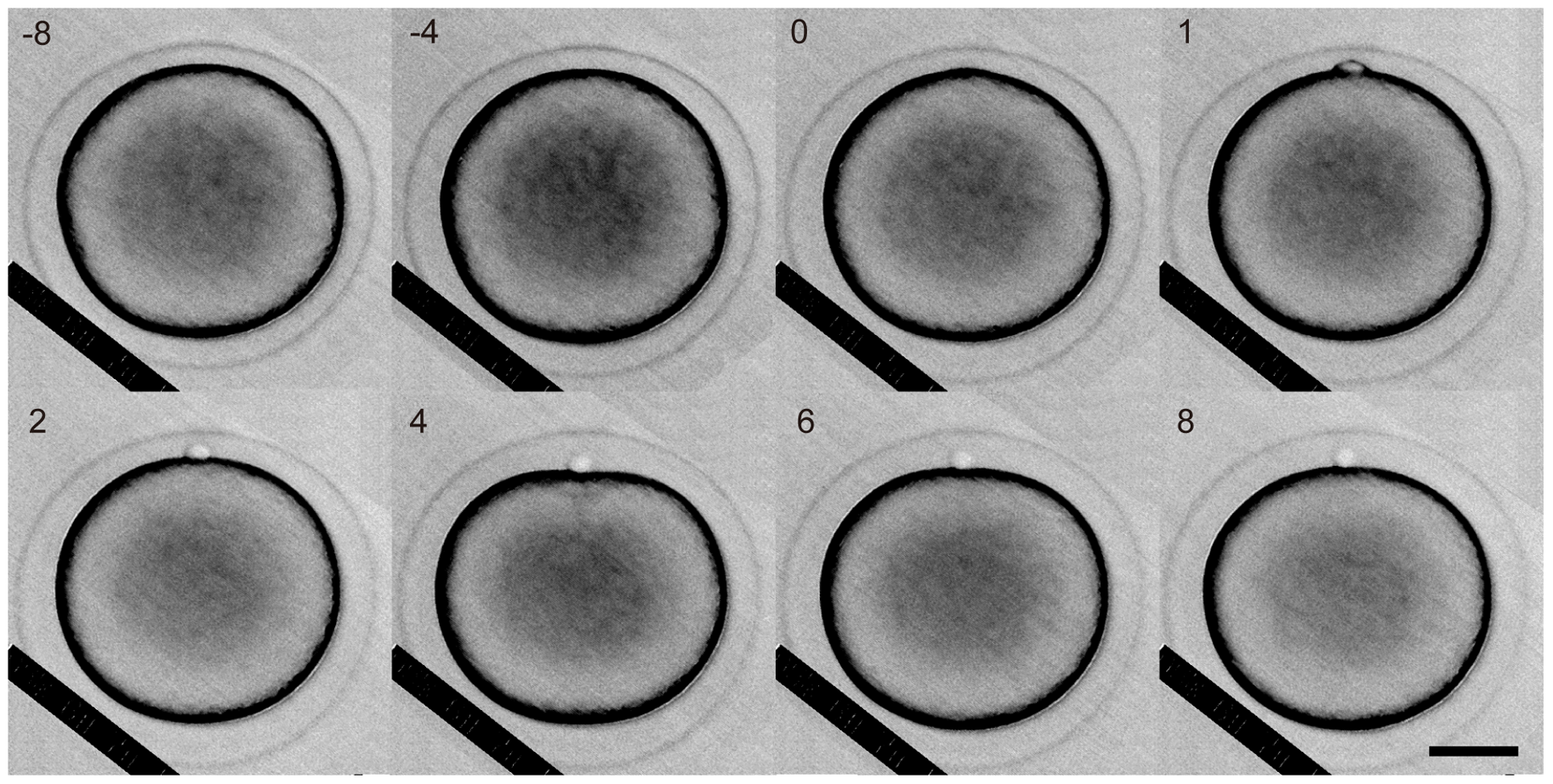
Формування полярного тільця від ооцита морської зірки. Цифри вказують час у хвилинах, масштабна риска відповідає 50 µm.

Полярні тільця або ж полоцити — клітини, які утворюються під час дозрівання яйцеклітини внаслідок двох послідовних мейотичних поділів. Полярні тільця в результаті нерівномірного поділу містять хромосоми і незначну кількість цитоплазми, є неповноцінними клітинами і, як правило, швидко деградують.

## Перше та друге полярне тільце
У перший мейтоичний поділ вступає попередник яйцеклітини, ооцит першого порядку або первинний ооцит, який містить тетраплоїдний (подвоєний диплоїдний, див. Плоїдність) набір хромосом 4n. У результаті першого поділу ооцит першого порядку ділиться на ооцит другого порядку, який стане потім яйцеклітиною і містить більшу частину цитоплазми та перше полярне тільце. Відтак, вторинний ооцит і перше полярне тільце містить диплоїдний набір хромосом, 2n. Перше полярне тільце у багатьох випадках не вступає в другий мейотичний поділ, а дегенерує за кілька годин після формування.
Вторинний ооцит вступає в другий мейотичний поділ (у ссавців та інших видів вже після запліднення), в результаті якого формується яйцеклітина, з основною частиною цитоплазми та друге полярне тільце. Обидві клітини містять гаплоїдний набір хромосом, 1n (не враховуючи ядерного матеріалу сперматозоїду). Друге полярне тільце, на відміну від першого, не руйнується і залишається впродовж перших стадій дроблення — мітотичних поділів зиготи.
Мейотичний поділ під час оогенезу (утворення яйцеклітини) відрізняється від мейтоичного поділу сперматогенезу (утворення сперматозоїда) не центральним розміщенням хромосом під час метафаз 1 та 2. Веретено поділу, до якого приєднанні хромосомам, що відійдуть до полярного тільця, розміщується дуже близько до клітинної мембрани таким чином, що закінчення мейозу I призводить до відділення першого полярного тільця.

## Медичне використання полярних тілець
Полярні тільця використовуються для преімплантаційної генетичної діагностики — способу проаналізувати майбутні ембріони на наявність можливих хвороб до імплантації (утворення плаценти, та з'єднання зародка з материнським організмом). Плюсом використання полярного тільця для генетичного аналізу на відміну від біопсії ембріону є рання стадія проведення аналізу та неінвазивність методики — тканини ембріону не використовуються при такому аналізі. Проте мінусом біопсії полярного тільця є те, що матеріали, взяті на аналіз з полярного тільця не в повній мірі можуть бути тотожними матеріалам зиготи.

## Галерея

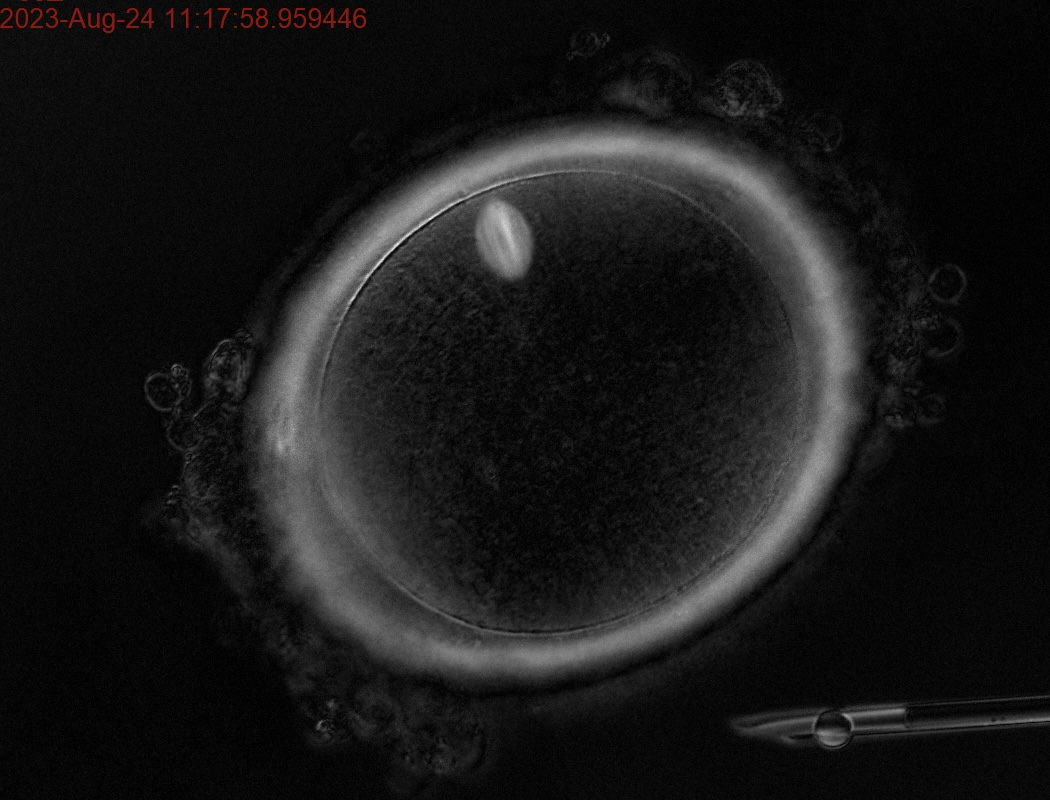
Ооцит людини на стадії метафази першого поділу мейозу. В позиції на 11 годину знаходиться веретено поділу.
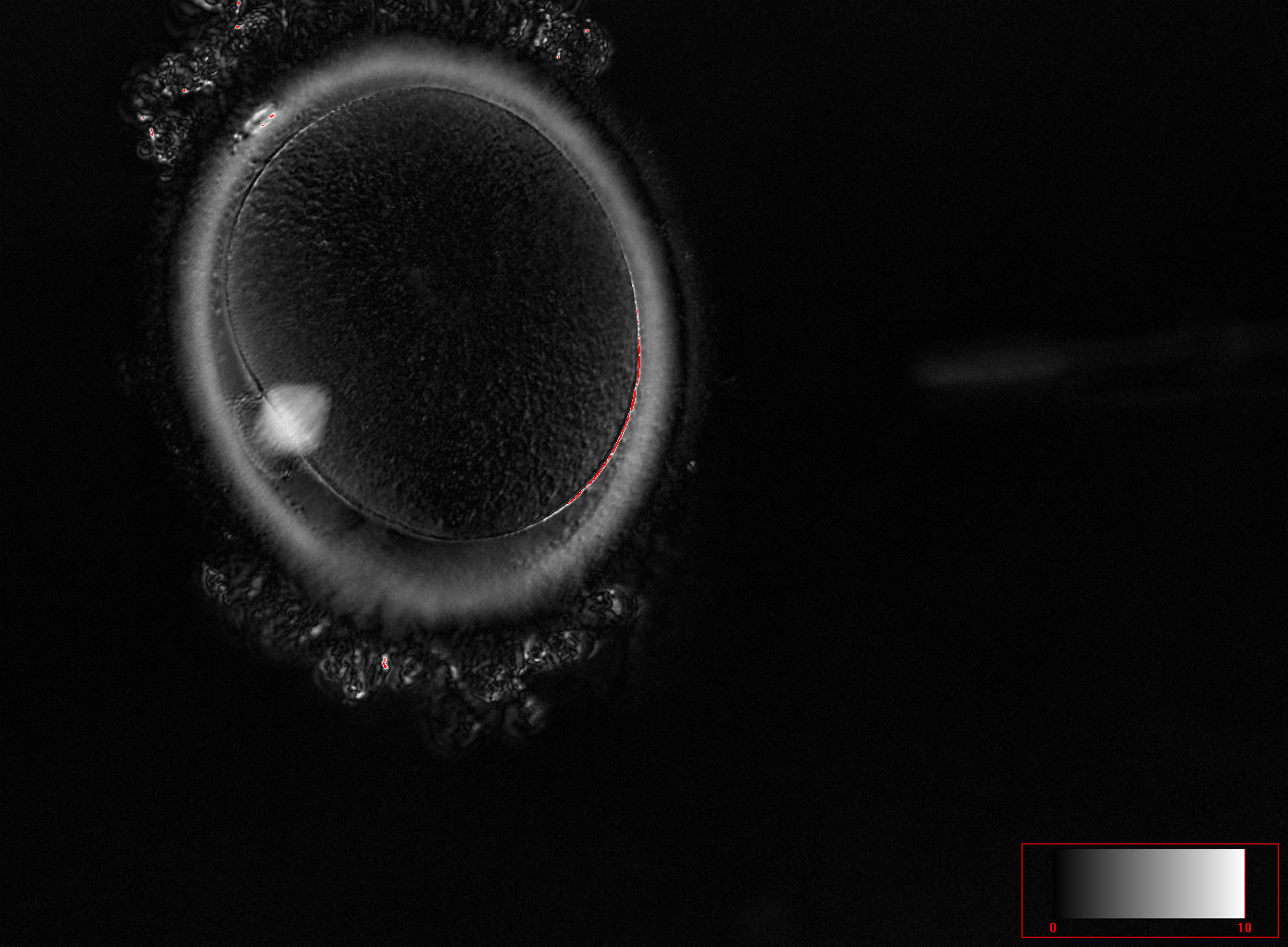
Ооцит людини на стадії анафази першого поділу мейозу. В позиції на 8 годину знаходиться веретено поділу (мейоз І), воно розміщене в місці відділення першого полярного тільця ооциту. Вловлено момент початку відділення першого полярного тільця.
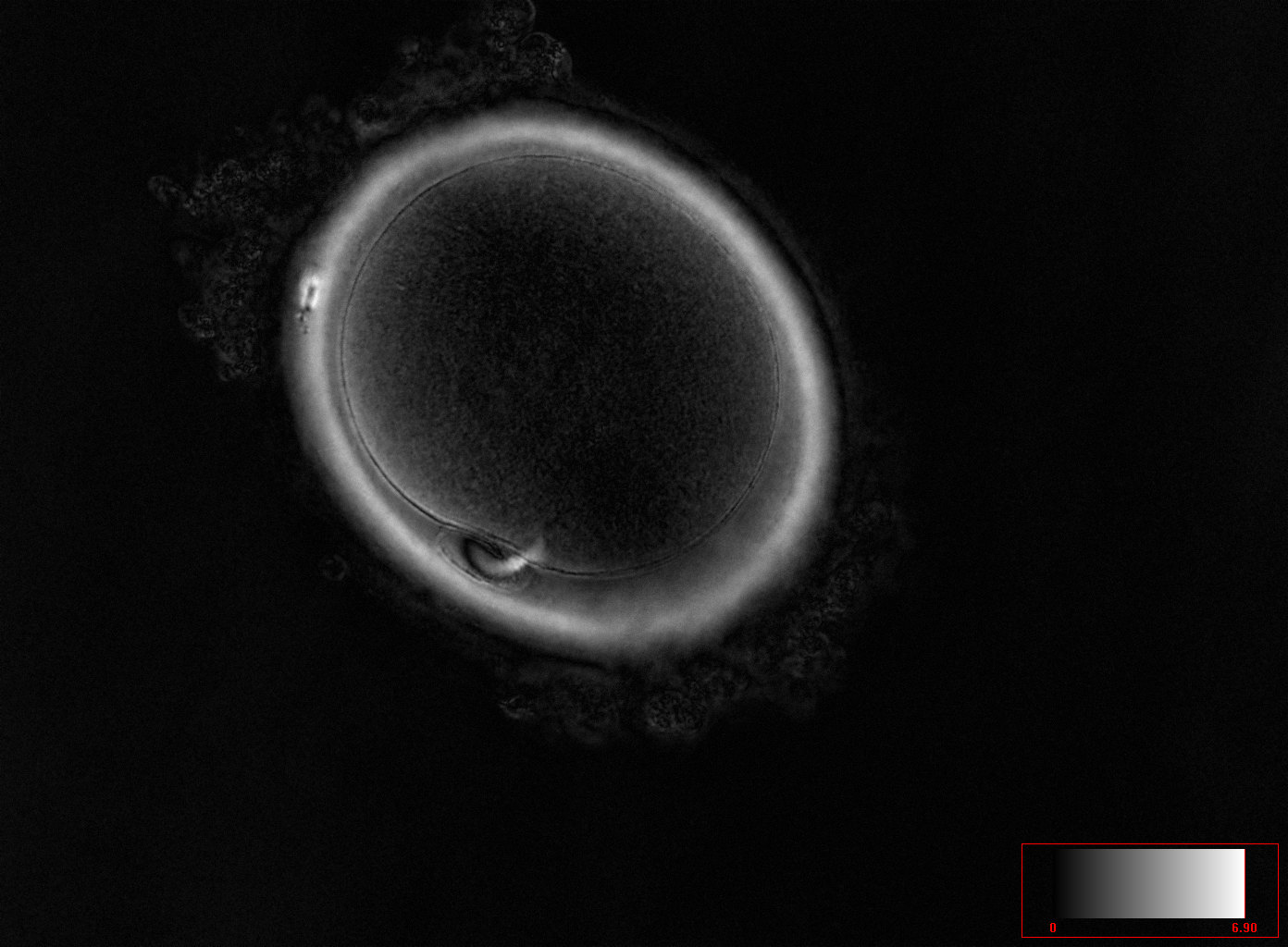
Ооцит людини на стадії телофази першого поділу мейозу. В позиції на 7 годину в перивітеліновому просторі знаходиться перше полярне тільце, але залишки веретена поділу ще зв’язують його з ооцитом, що вказує на фінальні етапи першого поділу мейозу.
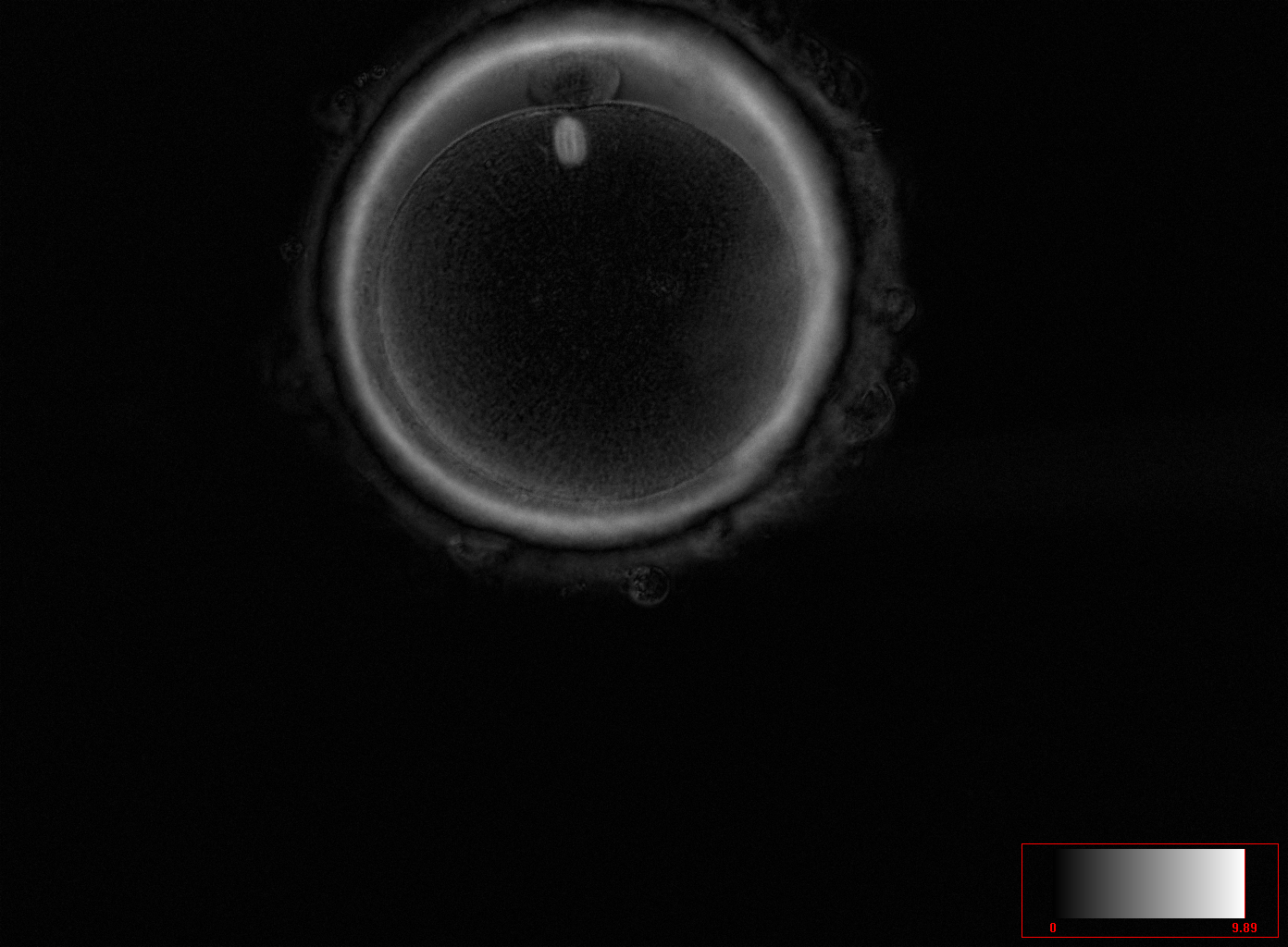
Ооцит людини на стадії метафази другого поділу мейозу. Зрілий та готовий до запліднення ооцит людини. В позиції на 12 годину в перивітеліновому просторі знаходиться перше полярне тільце. Під полярним тільцем в самому ооциті чітко візуалізується веретено другого поділу мейозу на стадії метафази. Візуалізується тришарова блискуча оболонка ооциту.